# Liste der Stolpersteine am Gardasee

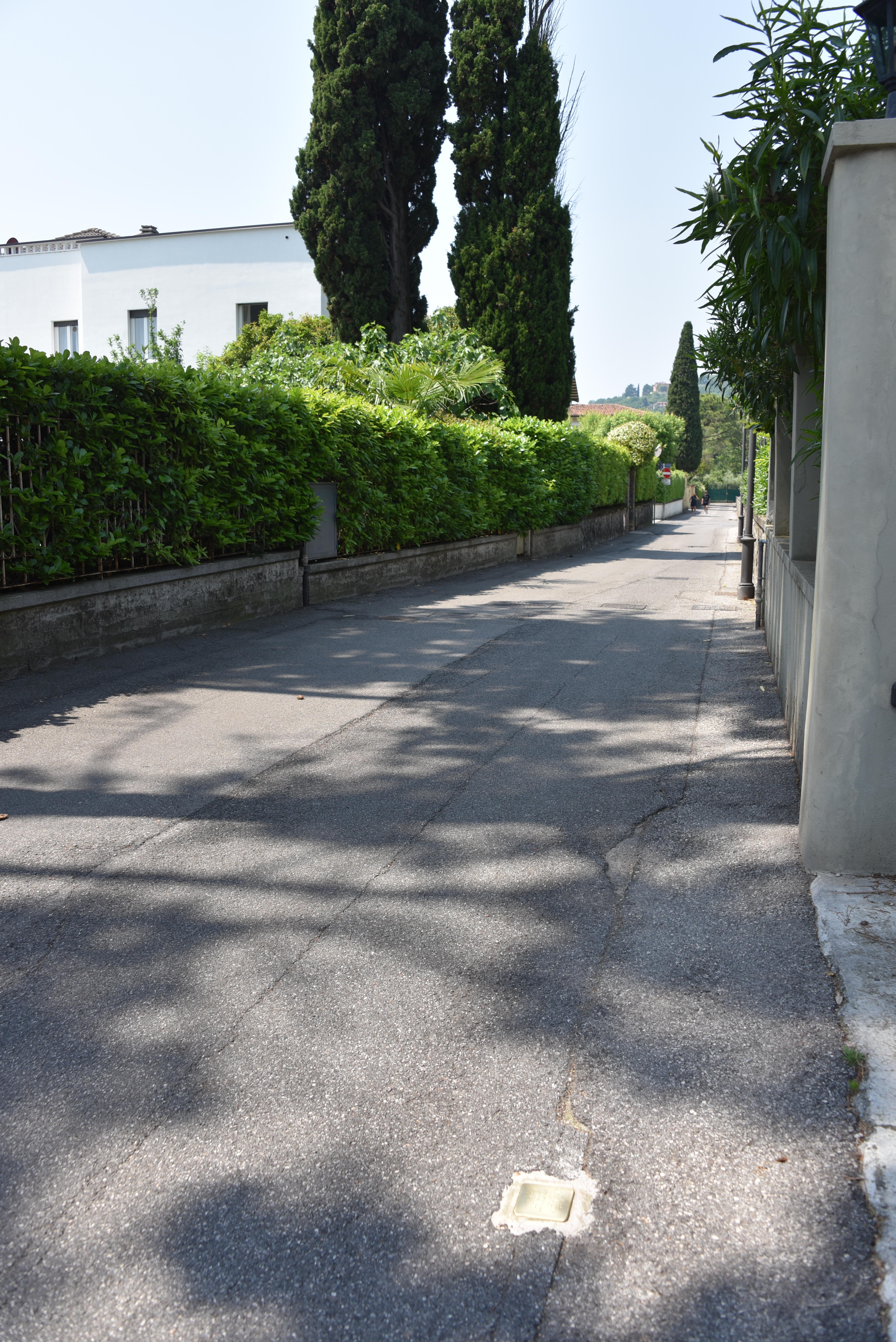
Stolperstein für Massimo Löwy in Salò

Die Liste der Stolpersteine am Gardasee enthält die Stolpersteine, die vom Kölner Künstler Gunter Demnig in Gardone Riviera, Salò, Gavardo und Tignale verlegt wurden. Diese Kommunen liegen in der Provinz Brescia der italienischen Region Lombardei. Stolpersteine erinnern an das Schicksal der Menschen, die von den Nationalsozialisten ermordet, deportiert, vertrieben oder in den Suizid getrieben wurden. Sie liegen im Regelfall vor dem letzten selbstgewählten Wohnsitz des Opfers. Die ersten Verlegungen in der Region erfolgten am 23. November 2012 in Brescia. Die italienische Übersetzung des Begriffes Stolpersteine lautet: pietre d’inciampo.

## Verlegte Stolpersteine
Die Tabellen sind teilweise sortierbar; die Grundsortierung erfolgt alphabetisch nach dem Familiennamen.

### Desenzano del Garda
In Desenzano del Garda wurden zwei Stolpersteine verlegt.
| Stolperstein | Übersetzung                                                                                          | Verlegeort                             | Name, Leben |
| ------------ | --- | -------------------------------------- | --- |
|              | HIER WOHNTE HULDA GARFINKEL GEBOREN 1873 VERHAFTET 24.2.1944 DEPORTIERT AUSCHWITZ ERMORDET 10.4.1944 | Desenzano del Garda, Viale Andreis 4 · | Hulda Garfinkel war eine am 5. April 1873 in Buchwalde in Schlesien geborene deutsche Jüdin. Sie war verwitwet und Mutter zweier Kinder, als sie am 24. Februar 1944 in Desenzano verhaftet wurde. Hulda Garfinkel hielt sich auf Anordnung der italienischen Behörden seit Februar 1940 in Desenzano auf. Sie lebte vorher in Montecatini. Nach der deutschen Besetzung Italiens und dem Beginn der Deportationen in die Vernichtungslager versteckte sie sich mit Hilfe von Bekannten. Nach ihrer Verhaftung durch die Carabinieri wurde sie noch am gleichen Tag in das Gefängnis nach Brescia gebracht. Nach zwei Tagen Gefängnis landete sie im Durchgangslager Fossoli. Von dort wurde sie am 5. April 1944 nach Auschwitz deportiert. Nach ihrer Ankunft in Auschwitz-Birkenau am 10. April 1944 wurde sie umgehend in die Gaskammer geschickt. |
|              | HIER WOHNTE DOROTEA GRONICH GEBOREN 1898 VERHAFTET 24.2.1944 DEPORTIERT AUSCHWITZ ERMORDET           | Desenzano del Garda, Via Anelli 28 ·   | Dorotea Gronich wurde am 28. April 1898 in Meran geboren. Als Jüdin legten ihr die italienischen Behörden den Aufenthalt in Desenzano auf. Seit Ende 1940 wohnte die ledige und gelernte Krankenschwester in der Via Anelli. Sie teilte das Schicksal mit Hulda Garfinkel und wurde wie Garfinkel in ihrem Versteck am 24. Februar 1944 von den Carabinieri verhaftet. Über das Gefängnis in Brescia und dem anschließenden Durchgangslager in Fossoli langte sie mit dem gleichen Transport am 10. April 1944 in Auschwitz-Birkenau an. Wann sie dort umkam, ist nicht bekannt. |

### Gardone Riviera
In Gardone Riviera wurden drei Stolpersteine an drei Adressen verlegt.
| Stolperstein | Übersetzung | Verlegeort                                 | Name, Leben                 |
| ------------ | --- | ------------------------------------------ | --------------------------- |
|              | HIER WOHNTE ALFREDO RUSSO GEBOREN 1871 VERHAFTET DEZ. 1943 DEPORTIERT 1944 AUSCHWITZ ERMORDET 26.2.1944             | Gardone Riviera, Vicolo Ars 10 ·           | Alfredo Russo               |
|              | HIER WOHNTE ARTURO SOLIANI GEBOREN 1912 VERHAFTET 4.2.1944 ROM DEPORTIERT 1944 AUSCHWITZ ERMORDET 1945 FLOSSENBÜRG  | Gardone Riviera, Corso Zanardelli 7        | Arturo Soliani (1912–1945)  |
|              | HIER WOHNTE UMBERTO SOLIANI GEBOREN 1916 VERHAFTET 4.2.1944 ROM DEPORTIERT 1944 AUSCHWITZ ERMORDET 15.3.1945 DACHAU | Gardone Riviera, Corso della Repubblica 57 | Umberto Soliani (1916–1945) |

### Salò
In Salò wurde ein Stolperstein verlegt.
| Stolperstein | Übersetzung                                                                                  | Verlegeort                 | Name, Leben  |
| ------------ | -------------------------------------------------------------------------------------------- | -------------------------- | ------------ |
|              | HIER WOHNTE MASSIMO LÖWY GEBOREN 1880 VERHAFTET 2.12.1943 DEPORTIERT 1944 AUSCHWITZ ERMORDET | Salò, Via Rive Grandi 13 · | Massimo Löwy |

### Tignale
In Tignale wurde ein Stolperstein verlegt.
| Stolperstein | Übersetzung | Verlegeort                    | Name, Leben       |
| ------------ | --- | ----------------------------- | ----------------- |
|              | HIER WURDE VERHAFTET MAURIZIO BENGHIAT GEBOREN 1881 VERHAFTET 31.12.1943 DEPORTIERT 1944 AUSCHWITZ ERMORDET 26.2.1944 | Tignale, Via San Pietro, 24 · | Maurizio Benghiat |

## Verlegedaten
Die Stolpersteine in diesen Kommunen wurden von Gunter Demnig persönlich an folgenden Tagen verlegt:
- 12. Januar 2015: Gavardo
- 18. Januar 2016: Salò
- 27. Januar 2020: Tignale
- 6. März 2022: Desenzano del Garda